# 54 Dywizja Strzelecka (ZSRR)
54 Dywizja Strzelecka (ros. 54-я стрелковая дивизия) – związek taktyczny piechoty Armii Czerwonej.
W czerwcu 1941 roku wchodziła w skład 7 Armii Okręgu Leningradzkiego.

## Historia
Dywizja została utworzona 15 marca 1936 r. jako 54 Dywizja Strzelców Górskich z Oddzielnej Brygady Strzelców Murmańskich. 21 maja stała się 54 Murmańską Dywizją Strzelców Górskich. 17 maja 1939 r.z 337 pułku strzelców dywizji utworzono 104 Dywizję Strzelców Górskich. 4 czerwca dywizja utworzyła nowy 337 pułk strzelców. We wrześniu 1939 dywizja została zmobilizowana. Dywizja walczyła w wojnie zimowej. W listopadzie dywizja weszła w skład nowo utworzonej 9 Armii. Celem dywizji było zdobycie węzła kolejowego w Kuhmo.
81. pułk strzelców górskich dywizji został odłączony i wysłany do 163. Dywizji Strzelców i walczył w bitwie pod Suomussalmi. Na początku grudnia pułk przekroczył granicę fińską w Juntusranta i ruszył na Suomussalmi od północy. 9 grudnia dwie kompanie pułku zaatakowały pozycje fińskie na południowym brzegu Niskaselki, ale zostały odparte z ciężkimi stratami. Wyczerpany pułk zajął następnie pozycje w Hulkoniemi. 27 grudnia ataki czterech batalionów fińskich przedarły się przez obronę pułku, zmuszając go do odwrotu do kwatery głównej dywizji. Dowódca 163 Dywizji Strzelców Aleksiej Zelentsow zdecydował się na odwrót. 81 Dywizja ruszyła na północ przez lód jeziora Kiantajärvi 28 grudnia.
W styczniu 1940 roku 54. stała się regularną dywizją piechoty. Dywizja została zatrzymana 15 kilometrów na południowy wschód od Kuhmo w swoim natarciu. Po Suomussalmi Finowie wysłali 9 Dywizję Piechoty, aby otoczyła i zniszczyła 54. Dywizję. 29 stycznia wojska fińskie atakują i odcinają tylne jednostki 54 Dywizji pod Reuhkavaara. Aby zapobiec powtórzeniu się Suomussalmi, dowódca 9 Armii Wasilij Czuikow wysłał posiłki, aby odciążyć dywizję. 54 Dywizja została podzielona na kilka odizolowanych stref, ale zagrożenie ze strony sowieckich posiłków zmusiło Finów do odwrócenia wojsk. 8 marca wojska fińskie zajęły kieszeń, w której znajdowała się kwatera główna 54. Dywizji. Połowie tamtejszych żołnierzy udało się uciec na zachód. Kiedy wojna zakończyła się 13 marca, wojska fińskie znajdowały się w odległości 40 metrów od pozycji sowieckich. Podczas bitew pod Kuhmo 54. Dywizja poniosła straty w wysokości nieco ponad 2000 zabitych.
22 czerwca 1941 r. Dywizja utrzymywała linię Kem, Kalevala i Repola, która znajdowała się od 100 do 250 kilometrów od ówczesnej granicy fińskiej. Wchodziła w skład 7 Armii. 81. i 118. pułk strzelców dywizji osłaniał Kalevalę, a 337. pułk strzelców bronił Repoli. Od 3 lipca pułk bronił Repoli przed atakami 14 Dywizji Piechoty. Fińskie wojska nie odniosły sukcesu w ataku frontalnym i zamiast tego po 15 lipca oskrzydliły pułk. Pułk wycofał się na północ, a następnie na wschód w dniu 24 lipca. Na początku sierpnia 1941 pułk dotarł do Rugozero i wszedł w skład 27 Dywizji Strzelców.
Główne siły dywizji znajdowały się nad rzeką Voinitsa, gdzie walczyły z elementami grupy F fińskiej 3 Dywizji Piechoty. 10 lipca rozpoczęły się zacięte walki o kontrolę nad wsią Voinitsa. Dywizja utrzymywała tam pozycje przez następne dziewięć dni, wycofując się w kierunku Kalevali. Wojska fińskie zbliżyły się do Korpijärvi 23 lipca, gdzie zaatakowały wzdłuż północnego brzegu jeziora Keski-Kuittijärvi. Część wojsk fińskich została wysłana na południowy brzeg jeziora, gdzie przeniosła się do wioski Enonsu i wysłała patrole, które zostały zatrzymane w pobliżu Luusalmi. 54 Dywizja Strzelców zajęła pozycje nad rzeką Kis-Kis na północny zachód od Kalavali. Tam 19 sierpnia 1941 r. dywizja zatrzymała natarcie fińskie. We wrześniu wojska fińskie ponownie zaatakowały, ale zostały odparte. 19 września 337. pułk strzelców powrócił pod kontrolę dywizji.
Dywizja broniła Kalevali do 1944 roku, swoim lewym skrzydłem nad jeziorem Keski-Kuittijärvi. W tym okresie prowadził operacje ofensywne na małą skalę.
We wrześniu 1944 r. Finlandia została wyeliminowana z wojny, a dywizja walczyła w pościgu w kierunku Kandalakszy i Kestengi i zbliżyła się do granicy sowieckiej sprzed 1941 r. Dywizja utrzymywała tam pozycje do 14 listopada, a w grudniu 1944 r. Weszła w skład 31 Armii. Dywizja zajmowała pozycje na północny zachód od Suwałk.
Od stycznia 1945 dywizja walczyła w ofensywie Prus Wschodnich. Dywizja ruszyła w drugim rzucie armii w kierunku Giżycka i przystąpiła do walki w rejonie Jezior Mazurskich. 27 stycznia walczyła w zdobyciu Barcian i zaatakowała przez Kętrzyn. Dywizja dotarła do Zalewu Wiślanego i 25 marca pomogła w zdobyciu Heiligenbeil. 2 kwietnia 31 Armia została przeniesiona do 1 Frontu Ukraińskiego, a dywizja zajęła pozycje na południowy zachód od Bunzlau. Od 6 maja dywizja walczyła w ofensywie praskiej i zakończyła wojnę w Czechosłowacji.
Dywizja została rozwiązana „na miejscu” wraz z Centralną Grupą Wojsk latem 1945 roku.
W 1955 roku dywizja została utworzona z 341 Dywizji Strzelców w Alakurtti wraz z 6. Armią. 4 czerwca 1957 r. Stała się 54 Dywizją Strzelców Motorowych.

## Struktura organizacyjna
W jej skład wchodziły: 
- 81 Pułk Strzelecki
- 118 Pułk Strzelecki
- 337 Pułk Strzelecki,
- 86 Pułk Artylerii
- 491 Pułk Artylerii,
- batalion przeciwpancerny,
- batalion artylerii przeciwlotniczej,
- batalion zwiadu,
- batalion saperów
- inne służby.

W listopadzie 1941 roku broniła trzeciego sektora obrony Sewastopola.